# بوزة بلي بلند (تشين)
بوزة بلي بلند (بالفارسية: پوزه بلی بلند) هي قرية تقع في إيران في قسم تشین الريفي. يقدر عدد سكانها بـ 91 نسمة بحسب إحصاء 2016.